# Баррі Бондс
Баррі Бондс (англ. Barry Bonds, 24 липня 1964, Ріверсайд, штат Каліфорнія) — бейсболіст. Найбільш відомий як найкращий гравець по хоумранам Головної бейсбольної ліги.

## Біографія
У біографії Баррі Бондса 756 удар в грі 7 серпня 2007 року поставив новий рекорд. Цим Бондса перевершив Хенка Аарона — людини, що має найбільшу кількість хоумранів в історії американського бейсболу. Бондс також встановив новий рекорд хоумранів для одного сезону. Протягом сезону 2001 року спортсмен зробив 73 хоумрани, обійшовши цим рекордом Марка Макгвайр. Бондс відомий за його силу і всебічний талант. «Sporting News» назвала Баррі Бондса найкращим гравцем 1990-х років, він був сім разів проголошений найкращим гравцем Національної Ліги: в 1990, 1992, 1993, 2001, 2002, 2003 і 2004 роках.
З 1986—1992 спортсмен грав за «Пітсбург Пайрейтс», будучи лівим гравцем зовнішнього поля. Після цього він став вільним представником, а потім обраний «Сан-Франциско Джайантс». В сезоні 2001 року Бондса за кількістю хоумранів перевершив Макгвайр, який зробив 70 хоумранів у 1998 році. Також Бондс побив минулі рекорди, коли Бейб Рут зробив 60 хоумранів у 1927 році і Роджер Маріс 61 в 1961 році.
Не дивлячись на героїзм, Баррі Бондс мав дивні стосунки із пресою і фанатами. Він заробив репутацію відстороненого від суспільного життя, недружнього по відношенню до репортерів, спортсмена. Також Баррі довго і наполегливо звинувачували в тому, що він використовував стероїди та інші наркотики, що підвищують спортивні показники. У 2003 році Бондс і його тренер Грег Андерсон опинилися в центрі розслідування лабораторією Bay Area по звинуваченню в застосуванні стероїдів. Бондс тоді засвідчив, що він несвідомо брав стероїдні продукти.
У листопаді 2007 року, ґрунтуючись на показаннях свідків, Баррі був чотири рази звинувачений в лжесвідченні, один раз у протидії закону. За кілька тижнів до цього спортсмен оголосив про відхід з ігор сезону 2008 року.
Додаткові відомості: Баррі Бондса є сином Боббі Бондса, гравця головної ліги 1968—1981 років. Баррі завдає удар і відбиває лівою рукою, в грі носить # 25. У біографії Баррі Бондса в 1996 році в складі елітного клубу 40-40 було зроблено 42 хоумрани і взято 40 баз. 28 травня 2006 року Баррі зробив 715-й хоумран у своїй кар'єрі, побивши рекорди Бейбі Рута. Світовий рекорд по хоумранам був встановлений Садахару О, коли він здійснив 868 хоумранів за «Yomiuri Giants» в японській головній бейсбольній лізі.